# Negerin met pioenrozen
Negerin met pioenrozen (Frans: La négresse aux pivoines) is een schilderij van Frédéric Bazille, dat tot een van zijn beste werken gerekend wordt. Hij schilderde het aan het einde de lente van 1870, een paar maanden voor het begin van de Frans-Duitse Oorlog, waarin hij zou sneuvelen. Sinds 1918 maakt het schilderij deel uit van de collectie van het Musée Fabre in Montpellier.

## Voorstelling
Negerin met pioenrozen is een combinatie van een traditioneel stilleven en een genrestuk. Het stelde Bazille in staat om zijn talent voor het schilderen van bloemen te laten zien en om nogmaals met het model te werken dat op Het toilet al een prominente rol vervulde, al werd zij daar van achteren geschilderd. Hier gaat zij eenvoudig gekleed in een witte jurk en een kleurige hoofddoek. Voorzichtig en geconcentreerd schikt ze een rode pioenroos in een vaas, waarin naast enkele pioenrozen ook blauwe irissen en de tak van een tamarisk staan. In haar linkerhand houdt zij een tak van een goudenregen, terwijl voor haar op tafel nog meer pioenrozen en Gelderse rozen liggen. Ook de bolvormige vaas is uitbundig met bloemen versierd. Bazille leende deze vaas van Fantin-Latour, die hem ook op zijn eigen schilderij Een atelier in de Batignolles gebruikte.
Bazille maakte een eerdere versie van het schilderij, die tegenwoordig in de National Gallery of Art in Washington D.C. hangt. Op dit werk kijkt de jonge zwarte vrouw de toeschouwer recht aan, terwijl ze een bosje pioenrozen vasthoudt. Op de versie in Montpellier is ze meer in profiel te zien en koos de schilder er bovendien voor om ook het licht van opzij te laten invallen. Het spel van licht en schaduw dat daardoor ontstaat, geeft het schilderij meer diepte en zeggingskracht.
Hoewel ook schilders als Degas en Courbet soortgelijke schilderijen met bloemen hadden gemaakt, was Manet Bazilles belangrijkste bron van inspiratie. Niet alleen had hij enkele stillevens met pioenrozen gemaakt, op zijn beruchte Olympia biedt een zwarte bediende de liggende vrouw een groot boeket aan.

## Herkomst
- 1918: Schenking van Marc Bazille, broer van de kunstenaar, aan het Musée Fabre.

## Afbeeldingen

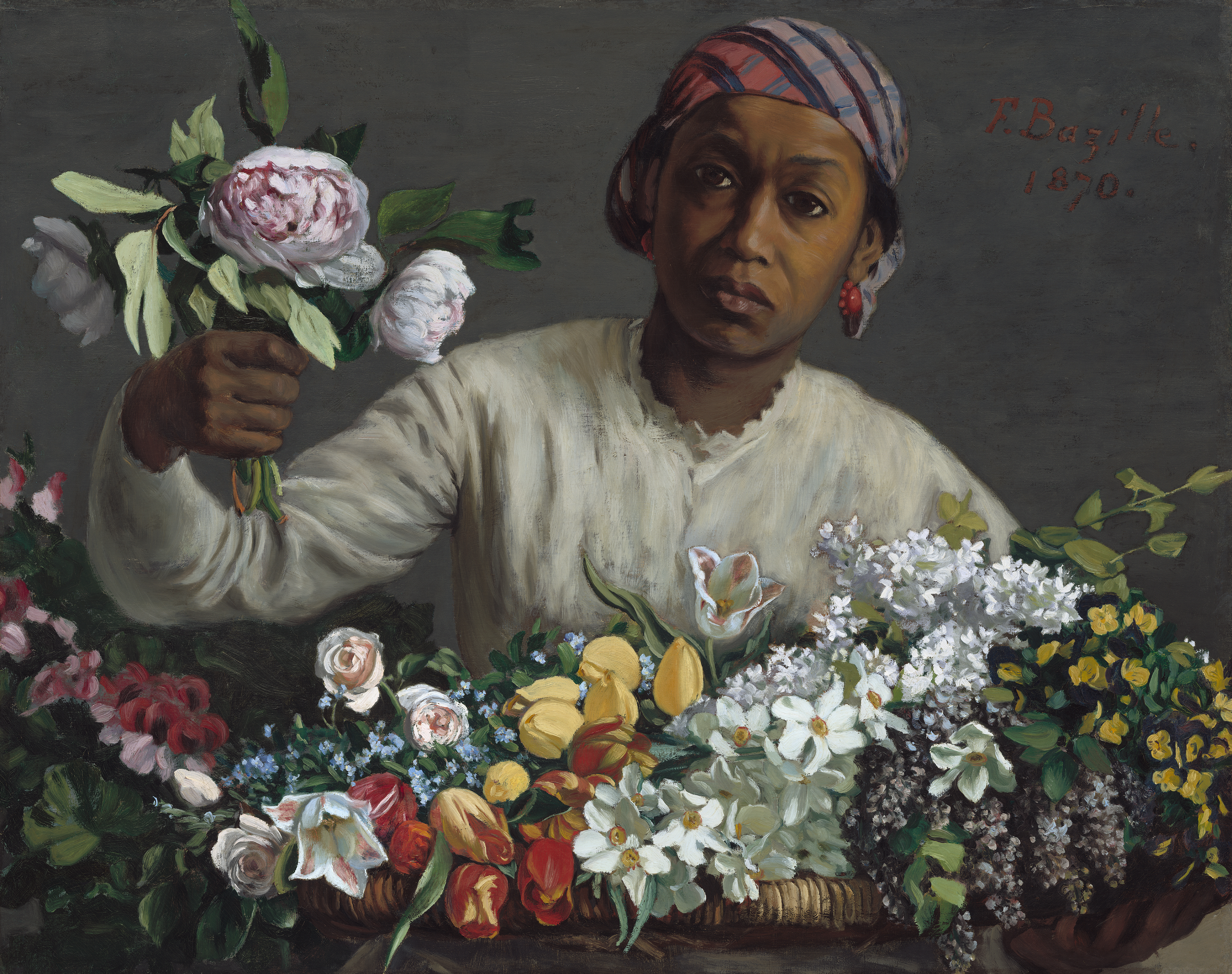
Negerin met pioenrozen (1870) versie uit Washington
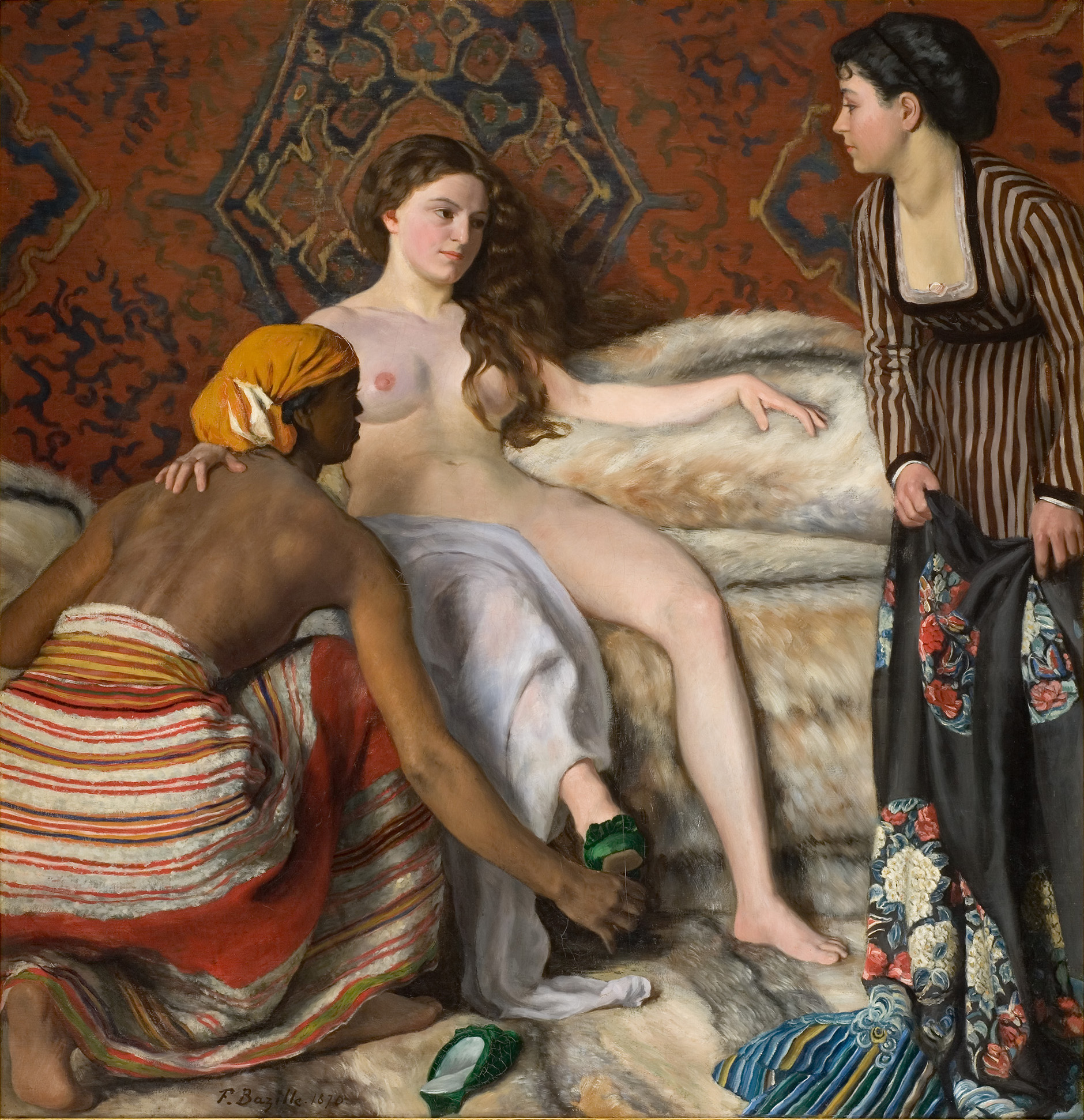
Het toilet (ca. 1870)
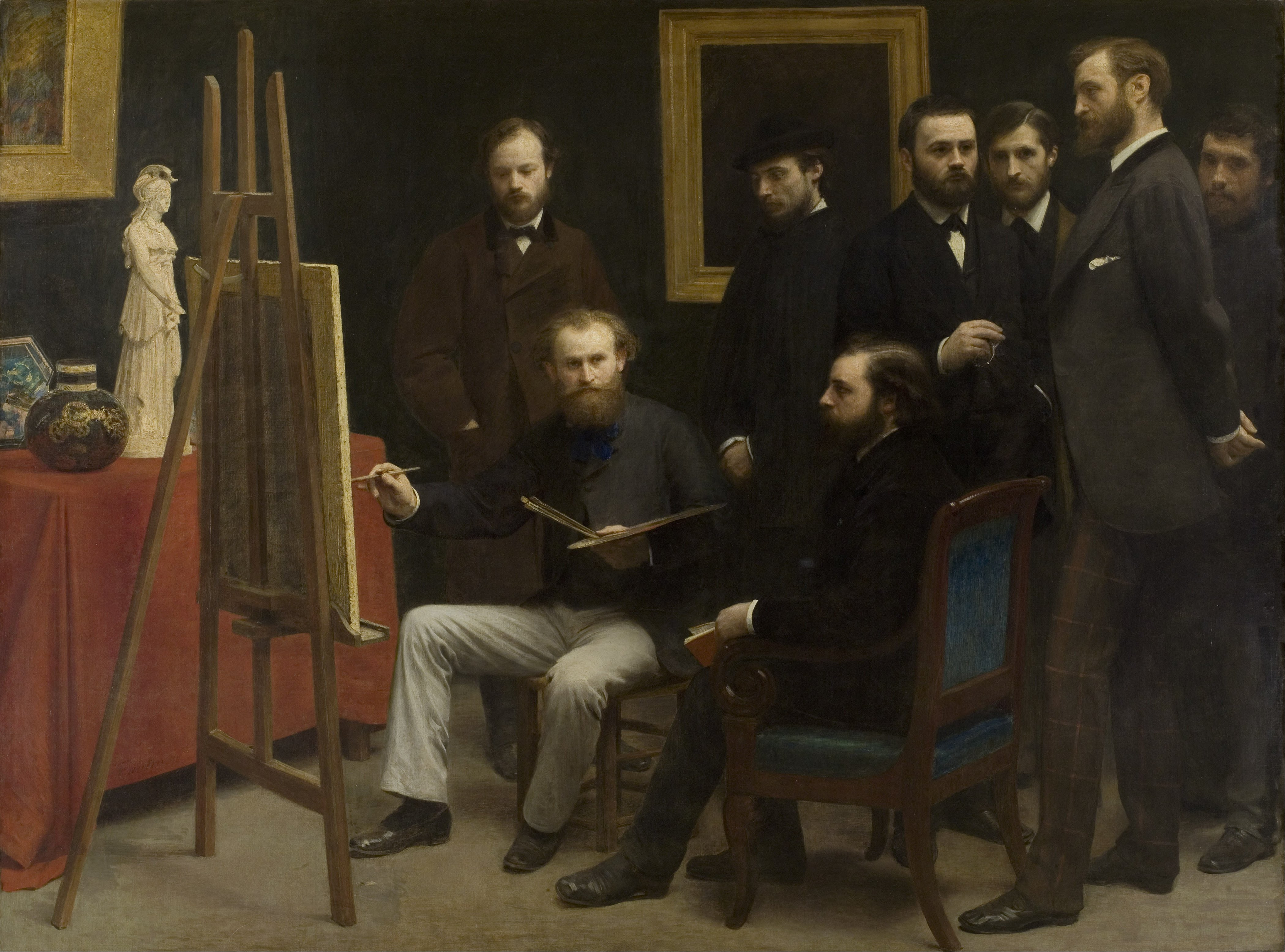
Een atelier in de Batignolles - Henri Fantin-Latour
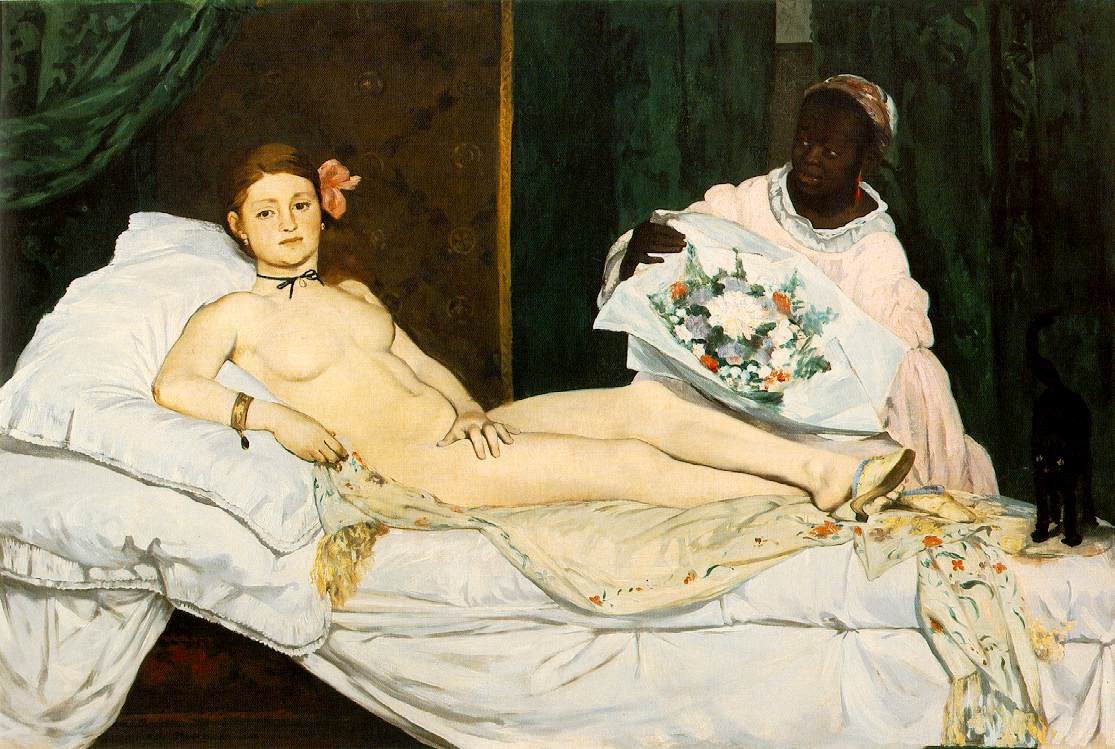
Olympia - Édouard Manet